# Tschlin
Tschlin (tot 1943 officieel in het Duits Schleins; Italiaans (verouderd): Celino) is een plaats in het Zwitserse kanton Graubünden, behorend tot de gemeente Valsot. Het telde eind 2012 als afzonderlijke gemeente 429 inwoners. In 2013 fuseerde Tschlin met Ramosch tot de gemeente Valsot.
- Historisch woordenboek van Zwitserland: 001528
- Historical Dictionary of Switzerland#Lexicon_Istoric_Retic: 2954
- Virtual International Authority File: 247839825
- WorldCat: E39PBJpV8cTBPrvP4XyKMHC4v3